# 主打单曲
主打單曲（英語： / ）指的是歌手、音樂組合或樂隊從他們的錄音室專輯中挑選的一隻或數支歌曲以單曲形式發行，其主要目的是用於宣傳推廣。 這首單曲的發行日期通常在其所宣傳的專輯發行日期之前或同一日。
類似的名詞還有“出道單曲（Debut Single）”，這通常指的是新出道歌手、組合或樂隊所發行的第一支單曲。

## 發行策略
歌手、組合及樂隊通常會選擇節奏較快且更能代表專輯概念的歌曲作為主打單曲。這類歌曲往往更加朗朗上口，有利於吸引潛在聽眾的注意。隨後發行的單曲可能會節奏相對較慢，它們將用於展示這張專輯的藝術範圍。特別是像瑪麗亞·凱莉、克莉絲汀·阿奎萊拉這樣的女歌手，她們專輯內歌曲的宣傳策略通常都是主打單曲為快節奏歌曲，後續單曲則多為慢節奏歌謠。例如麥莉·希拉在宣傳她的錄音室專輯《青春大爆炸》時，首發的主打單曲就是快節奏的《青春大暴走》，而隨後的第二單曲則是相對舒緩的《愛情破壞球》。
這個模式源自1980年代重金屬樂隊的成功範例。嗆女生合唱團在宣傳她們的第二張錄音室專輯《別人怎麼說？》時選擇了融合了流行舞曲與電子流行風格的《嗆秀》作為主打單曲，而此前她們的出道專輯《有聲有色》所選擇的主打單曲被成員雪莉兒形容為“低落且傷感”。
但也不是所有的歌手、組合及樂隊都會這麼做，部分人會選擇一首能想聽眾傳遞他們的概念而不是那麼更具商業潛力的歌曲作為主打單曲。例如打倒男孩在宣傳專輯《無限High》時就選擇了《不是開玩笑就要開打了》作為主打單曲，而不是更適合電台打歌的《謝謝你給我的回憶》。
而在日本音樂圈，像濱崎步、安室奈美惠、B'z這樣的歌手、組合及樂隊會傾向於在發行專輯之前先發行四首到八首單曲，他們習慣以此來挑戰破紀錄的首週銷量。同時日本的唱片公司也習慣給歌手、組合及樂隊的單曲投入大量的宣傳資源，甚至某些時候會超過他們的專輯。
隨著美國音樂市場內專輯銷量的持續下滑，美國的唱片公司也習慣在專輯發售日期之前通過iTunes等線上音樂零售平台先發行單曲，而這些單曲的售價通常在0.99美元到1.99美元之間。目前這個做法已經在其他國家或地區被採用。
2010年代末期，歌手、組合及樂隊之間開始出現一種在最終發行專輯之前發行多首單曲的趨勢。一位不願透露姓名的A&R在2018年向《滾石》透露，“歌手必須為自己構建一個基礎盤來維持（作品）”，並補充說“當歌手完成一張大碟就想持續運營是在現在行不通的，因為他們在此前就沒有建立一個基礎盤來支撐”。在這篇文章裡，他們還舉例了卡蒂·B、卡蜜拉·卡貝優、A咖傑森等人在發行專輯之前會發行四首到更多的單曲。